# 蘭開斯特公爵領地事務大臣
蘭開斯特公爵領地事務大臣（英語：Chancellor of the Duchy of Lancaster），為英國政府的國務大臣，名義上負責管理蘭開斯特公國的日常運作，並以管理公國的身份對國會負責。然而，如今需要其對公國日常管理的職務實為不重，此職位的擔任者的職務主要其實像是較高級的不管部長。現時，此大臣是內閣事務部中僅次於首相的最高級別的大臣，實際上負責掌管內閣事務部的工作。
現任蘭開斯特公爵領地事務大臣為帕特·麥克法登，自2024年7月5日就任至今。

## 職務
蘭開斯特公爵領地事務大臣負責以下事務：
- 推動政府優先事項的落實
- 監督所有內閣事務部的政策
- 監管民事意外事件和韌性
- 國家安全，包括網路安全
- 監督內閣事務部的業務規劃
- 監督重大盛事
- 監督內閣的科學、科技及創新工作
- 公務員聘任制度
- 授勳制度
- 「GREAT英國」推廣活動
- 國家安全及投資